# Torres del Paine (Cile)
Torres del Paine è un comune del Cile della provincia di Última Esperanza nella regione di Magellano e dell'Antartide Cilena. Al censimento del 2002 possedeva una popolazione di 739 abitanti.

## Società

### Evoluzione demografica
| Censimento del 1992 | Censimento del 2002 |
| 482 ab.             | 739 ab.             |